# Сливово (Смолянська область)
Сли́вово (болг. Сливово) — село в Смолянській області Болгарії. Входить до складу общини Смолян.

## Населення
За даними перепису населення 2011 року у селі проживали 0 осіб.
Динаміка населення: